# 萨塞克斯大学
薩塞克斯大學（英語：University of Sussex），位于英国东萨塞克斯郡法尔默附近，坐落于南唐斯国家公园内，布莱顿市边界上。名称来自于英格兰历史上的萨塞克斯郡。它是英国20世纪60年代新大学浪潮成立的第一所“平板玻璃大学”，并在1961年8月获得皇家宪章，成立为大学。在短时间内，薩塞克斯大學就以对战后社会的分析，以及各个学科的创新教学和研究方式而闻名。从建校至今，薩塞克斯大學已诞生了3位诺贝尔奖得主。

## 历史

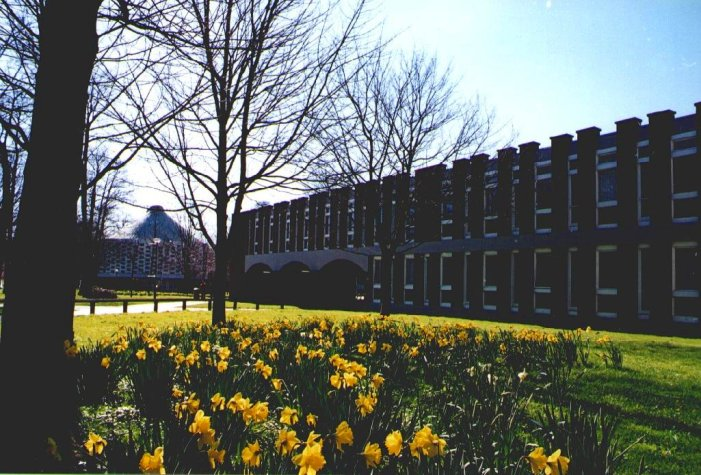
艺术中心

萨塞克斯大学成立的最初目的是为了促进布莱顿市的发展。1911年的12月，在布莱顿的皇家行宫召开了一个关于探讨如何资助成立大学的公开会议，但这个计划因第一次世界大战的爆发而被迫停止，项目所筹集的基金则用在了市立专科学院教科书的采购。
在20世纪50年代这个计划被重新提出。在1958年，政府批淮自治委员会在布莱顿建校的提议成立，从而诞生了第一间“平板玻璃大学”。1959年，萨塞克斯大学以公司法人身份注册，到1961年8月16日获得皇家特许后，成为一个完整的大学。在获淮成立大学之后，萨塞克斯大学很快因其激进主义与自由主义而闻名。1973年，学生自发组织并成功阻挡美国政府顾问萨缪尔亨廷顿来校演讲，抗议了美国在越南的暴行。
萨塞克斯大学开创的新大学模式不同于以往古典大学或红砖大学的书院加盟模式。校园以各个研究领域组成，学生可以跨学院修习。萨塞克斯大学十分强调交叉学科学习，使得学生成为通晓各个领域的通才。
学校早期迅速地从1961-62学年的52人学生成长到1967-68学年的3200名学生。学校也从布莱顿市中心的Knoyle Hall前往了1962年建成开幕的Falmer校区。该校区位于市郊Stanmer Court临近的谷地。该校区在开幕时广受媒体好评，但近期因学生宿舍年久失修也遭受批评。
1960年代末，联合国曾要求萨塞克斯大学提供一份关于科学发展的报告，萨塞克斯大學知名学者们所撰写的报告十分有影响力，被称为萨塞克斯白皮书（Sussex Manifesto）。
萨塞克斯大学早期成功的核心要归功于高素质创始人的任命。例如，历史学家和国际关系学者Martin Wight是来自伦敦政治经济学院任欧洲研究学院院长；来自牛津大学的物理学家Roger Blin-Stoyle领导科学学科发展，并成为数学和物理科学学院（MPS）首任院长；还有1965年生物进化理论学家和遗传学家John Maynard Smith成为生物科学学院的首任院长等等。这些创始者是萨塞克斯长远发展的核心，是领先科技中的一盏明灯。之后，萨塞克斯大学陆续诞生了3位诺贝尔奖获得者。1975年，John Comforth教授获得诺贝尔化学奖，这也是从萨塞克斯大学诞生的第一个诺贝尔奖。1996年，Harry Kroto教授获得诺贝尔化学奖。接着，2003年，Anthony Leggett教授获得诺贝尔物理学奖。随着大学声望越来越高，萨塞克斯吸引了越来越多杰出的研究人员、资助和奖励。
1980年，萨塞克斯大学年度经费超过牛津大学成为英国大学之最。
2004年开始，萨塞克斯大学采用了一个全新的“us”标志来代替原本的纹章校徽。对此，前大学校长，Alasdair Smith教授认为：“萨塞克斯大学将迎来一个耳目一新的开始。所有的改革都基于萨塞克斯的教学理念及定位，一切都将是梦想的开始。未来，萨塞克斯大学将会成为一所先进的具有创新性的国际化杰出的高等院校，并更具吸引力和挑战性。”新标志还代表着萨塞克斯大学发生的重大改变，如新增设布莱顿和萨塞克斯医学院（BSMS），开设新的学科，建造新的教学楼，所有的工作都像在构建一所全新的大学。
2011年，萨大50周年校庆，成功募款51.3m英镑。
截止2016-2017学年，学校有17,319名学生，其中有超过5,000名研究生，学生和员工来自世界120多个国家。
2018年，出于学生长达4年的抗议活动，萨大将本校所有投资在化石能源的基金和投资改投其他领域以示保护环境。

#### 争议

###### Sackler家族捐款
Sackler家族是一个英美巨富家庭，拥有阿片类药物公司Purdue Pharma。该家族的药品被指责造成阿片副作用，致使患者死亡，因而被卷入全球多起官司。该家族长期资助各类大学。英国最大的受益大学是牛津大学，其次是萨塞克斯大学。2018年，面对媒体质疑，萨大拒绝与该家族金主脱钩，使得媒体道德抨击萨大。

###### 卡塔尔
2019年，萨塞克斯大學与多哈的法律与反腐中心(Rule of Law and Anti-Corruption Center,ROLACC)联合培育法律学硕士项目。
然而，媒体指出该中心的卡達籍主任Ali Bin Fetais Al Marri自身身陷贪腐丑闻。同时任教该项目的萨塞克斯大學教授Dan Hough撰文指FIFA收受贿赂从而授予卡塔尔世界杯主办权。

## 学术
在2017年QS世界大学排名中，发展学（ Development Studies）超越牛津，哈佛，剑桥等校位列世界第一；人类学、传播学与媒体研究、英语语言文学、地理、政治与国际研究、社会学均位列世界前一百名。
在2018-2019年泰晤士高等教育世界大学排名中，社会科学（传播学与媒体研究、国际关系、发展研究、地理学与政治学）排在世界第39位，商学与经济学排在世界第50位，法学排在世界第53位，心理学排在世界第79位。
萨塞克斯大学是一所研究密集型大学，根据2014英国官方公布的REF(The Research Excellence Framework)评估中指出，在萨塞克斯大学有超过75%的研究活动在创意、意义和严谨方面被认定为世界领先或国际优秀。大学在心理学、地理学、生物科学、国际关系、人类学、政治学、英语、历史、媒体和电影方面取得了特别的成功。

### 院系设置
萨塞克斯大学大量采用交叉学科的教学与研究，并将学校划分为12个学院，分别是：
- 商管经济学院（School of Business, Management and Economics）
- 教育及社会工作学院（School of Education and Social Work）
- 英语学院（School of English）
- 历史、艺术史及哲学学院（School of History, Art History and Philosophy）
- 法学、政治学及社会学学院（School of Law, Politics and Sociology）
- 生命科学学院（School of Life Sciences）
- 心理学学院（School of Psychology）
- 布莱顿和萨塞克斯医学院（Brighton and Sussex Medical School）
- 全球化研究学院（School of Global Studies）
- 信息工程学院（School of Engineering and Informatics）
- 数学及物理科学学院（School of Mathematical and Physical Sciences）
- 媒体、电影及音乐学院（School of Media, Film and Music）

研究教学在研究中心进行，研究中心为教职员和研究生提供非常好的学术和社会环境。研究中心有生物科学、化学、物理、环境科学、知识和计算机科学、比较文化研究、发展与环境、文化与交流、发展研究、教育、工程、人文、数学、科学、政策研究、社会科学研究室等。还有萨塞克斯大学欧洲科研所、特拉福德研究生医学教育和研究中心。

### 预科国际学习中心
预科国际学习中心位于萨塞克斯大学校园内，其主要是为未达到国外大学的入学条件的国际学生提供语言强化训练和预科课程。它开设有本科预科课程、国际大一课程、以及硕士预科课程，本科预科有两类专业方向，包括：商科、传媒和社会科学类；
科学和工程学类。国际大一课程有六类专业方向，包括：商业和管理类；计算机类；工程学类；金融和会计类；国际关系和国际发展类；媒体和电影研究类。硕士预科课程有两类专业方向，包括：商科、传媒和社会科学类；科学和工程学类。

### 合作伙伴
布莱顿和萨塞克斯医学院（简写为BSMS）是布莱顿大学与萨塞克斯大学合作办学的一所新的医学院校。由于两校的共同合作，使BSMS不仅集合了不同学院的传统教学特色，更是共享了两校在生物科学、卫生保健和专业培训方面的资源。BSMS是英国东南部地区除伦敦以外的第一所医学院，它在2002年获淮成立，2003年正式投入使用。每年BSMS会从已在法尔莫分校就读过两年基础学科课程的学生中招收136名学生入学就读。萨塞克斯大学生命科学学位的一些医学相关课程也会在BSMS授课。
发展研究学院（IDS）是一个致力于科研、教育以及国际发展交流的全球先进组织之一。IDS成立于1966年，是一个以萨塞克斯大学为基点的独立研究机构。IDS与萨塞克斯大学是紧密相连的，但财政和管理却是完全独立的。他以一个公益有限公司的形式存在，拥有自己的法人代表，并经过正式的合法登记。
创新研究管理中心以布莱顿大学为基点，成立于1990年。中心设立在萨塞克斯大学院区的Freeman中心大楼内。
萨塞克斯创新中心是英国著名的商业人才的摇篮之一。成立于1996年的这个中心，为东南部地区的商业创新与成长提供了技术和知识的支持。除此之外，创新中心还为该地区的发展提供了先进的设备支持，并为商业的兴旺营造了良好的发展环境，主要涉及的产业有IT产业，生物技术、传媒和工程师领域。
英国现代音乐学院（BIMM）的现代音乐鉴赏学士学位证书是由萨塞克斯大学颁发的，2009年，他在布莱顿和布里斯托尔都设立了教学中心。著名的The Kooks乐队就是毕业于BIMM。

## 校园

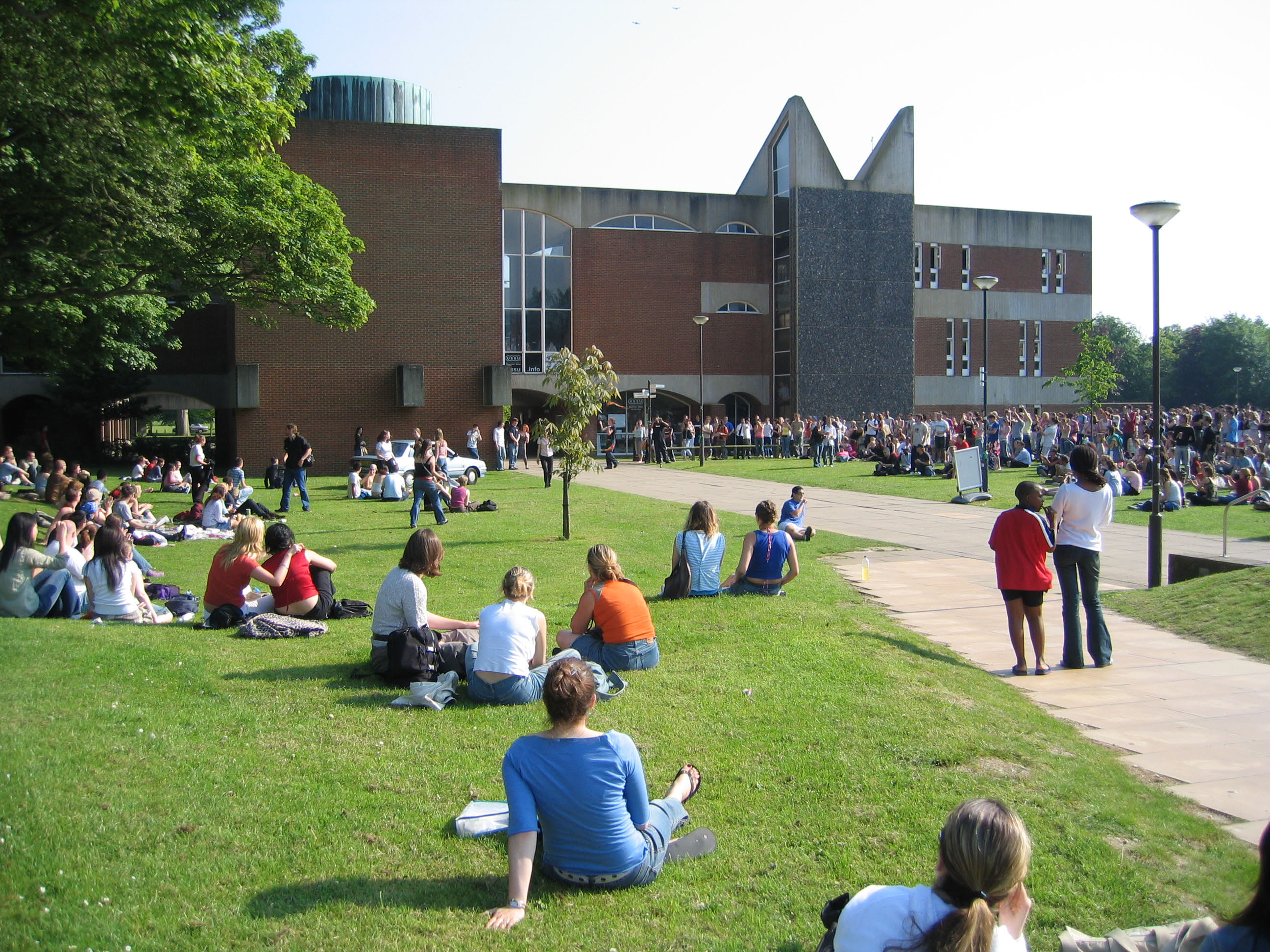
Falmer 大楼

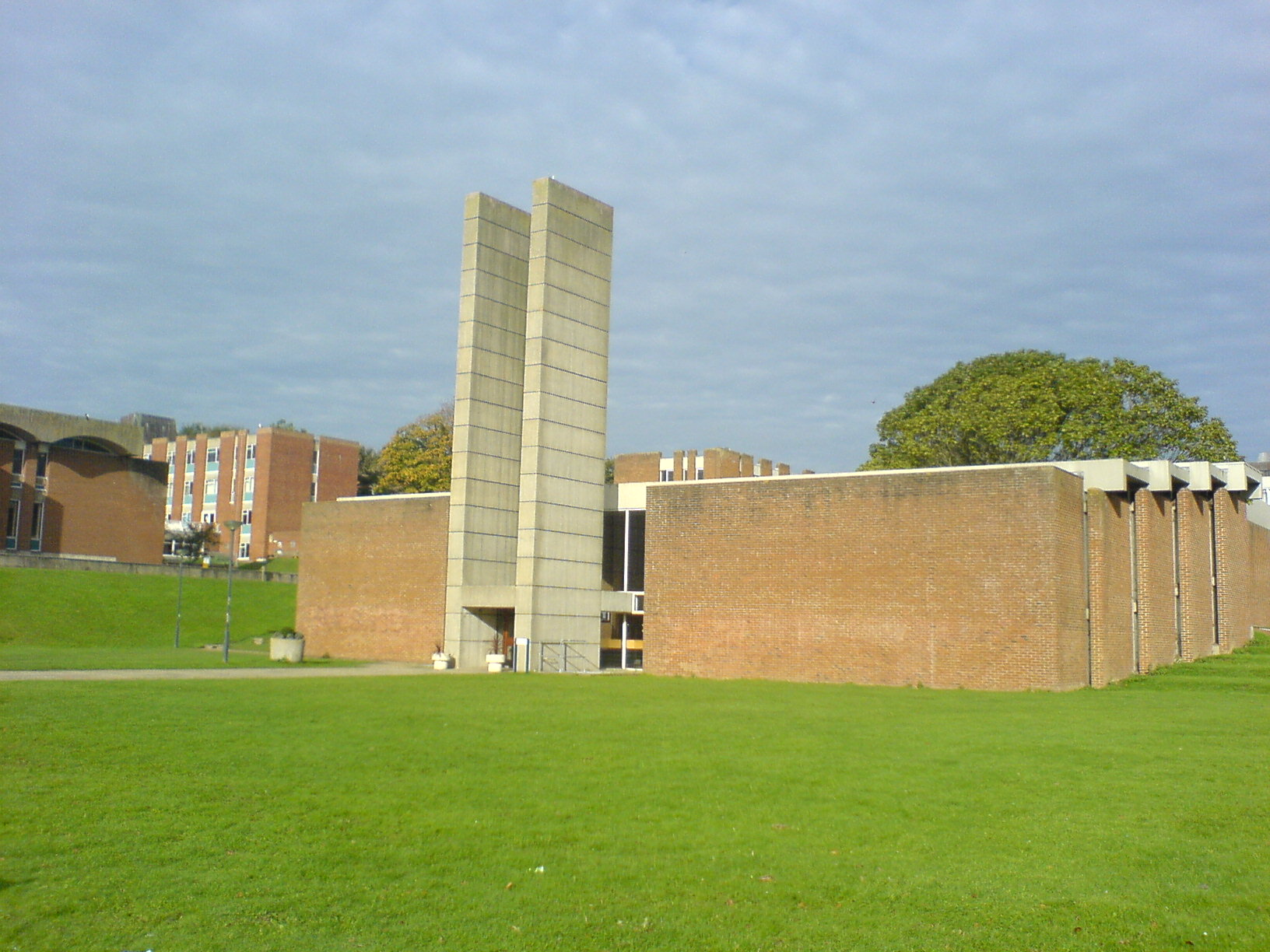
艺术演讲中心 2005.

萨塞克斯大学位于法尔莫附近，处于南唐斯国家公园的边缘。园区附近就有火车站，并且从A27道路能直接到达学校。由于Basil Spence爵士的著名设计，加上优越的地理环境，使萨塞克斯大学园区逐渐发展成了一个设施完善的大学城。
大学校园位于一片绿地之上，它将获奖的现代化建筑与开阔绿野融为一体。构成原始设计核心部分的建筑，基本上由BasilSpence爵士所设计，其校园鸟瞰像一只猫咪形状。除此之外，Basil Spence爵士的设计还获得了建筑界的一致好评，他为萨塞克斯大学所设计的许多教学设施获得过不少奖项。其中法尔莫大楼的设计就荣获了英国皇家建筑学会所颁发的铜质奖章。而萨塞克斯大学的礼堂则获得了1969年的公民信托奖。1993年，萨塞克斯大学核心部分的建筑被列为登录入册的受保护建筑。其中的Falmer 大楼，是全英仅有的两座顶级教育大楼之一，被誉为具有 “独特趣味”的顶尖建筑。
大学图书馆藏书80万册，每年大约还增添新书1.2万册，图书馆还从世界各国订购18,000份在线和印刷期刊，还有大量电子和视听资源。大学图书馆还收藏有科学政策研究单位和英国发展研究图书馆的专业书籍。
全校大约有百分之四十的学生是来自120多个国家的海外留学生。

### 学生住宿

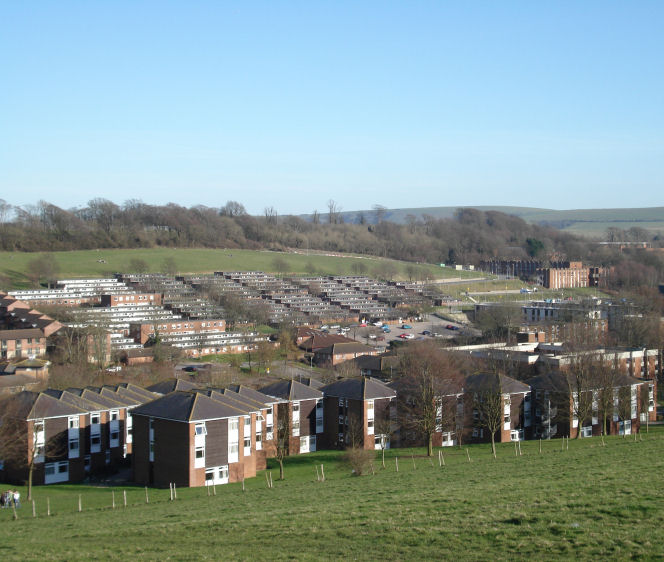
学生宿舍的远景

最初的校园院区包括了5座公园式住宅公寓（埃塞克斯、肯特、兰开斯特、诺里奇和约克角，均以20世纪60年代开设的学院命名）和学生村。其中除了肯特学生公寓外，肯特公寓是为伤残人士方便起居而建的。其它所有学生宿舍都以庭院式的建筑模式为基础，拥有各具特色的长廊，在一楼配备厨房、洗浴室和公共活动室等具有英国传统学生宿舍特色的设施。相比之下，学生公寓的建筑结构就不同了。学生公寓的每一层都有四个独立的个人卧室，公寓的顶层和底层都设有一个厨房，两个洗浴室则设在中间层。所有的住宿区都被安排在公共活动中心区域的尽头。每一个宿舍都有自己的特色。埃塞克斯宿舍以其私密性而闻名，其在1992年其终止了NightLine及夜间咨询服务。在20世纪70年代，学校的住宿区开始扩展，开始在校园东面的斜坡上建分层式建筑结构的宿舍。在新型宿舍的公共活动室里还新增了吧台供学生使用。20世纪90年代，萨塞克斯大学的学生开始增多，学校在校园东面的斜坡与学生村之间的区域新增了学生住宿区。20世纪90年代后期，埃塞克斯的独立套间被作为研究生的教学设施重新投入使用。
目前萨塞克斯大学园区内有8个学生住宿区：Northfield、Stanmer Court、Swanborough、Lewes Court、Brighthelm、East Slope、Park Houses、Park Village。其中三个全新的住宿区：一个在园区北面背靠原野，命名为Northfield；一个在Falmer火车站附近，命名为Stanmer公寓；另一个在园区东面的斜坡附近，命名为Swanborough。
萨塞克斯大学大多数学生住房在校区内，也有一部分在市区。所有的房间都配有自助式厨房；大部分房间为单人间，也有一些合租房和小型的家庭公寓。校区的每间房都配有电话。对于在规定日期接受录取的海外留学生，大学保证为其提供第一年的住宿。 海外学习办公室为学生们提供支持和建议；为新生开设学前指导、安排社会活动以及到景点旅游。学生会也提供支持服务，包括语言学习和儿童设施。校区建有健康中心、牙科诊所、眼镜店和咨询服务处。学校还经营了大量的学生社团，组织各种社会活动。

## 著名人物

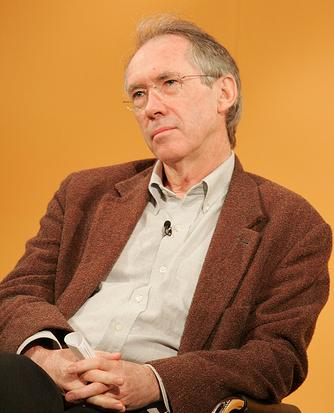
伊恩·麥克伊旺

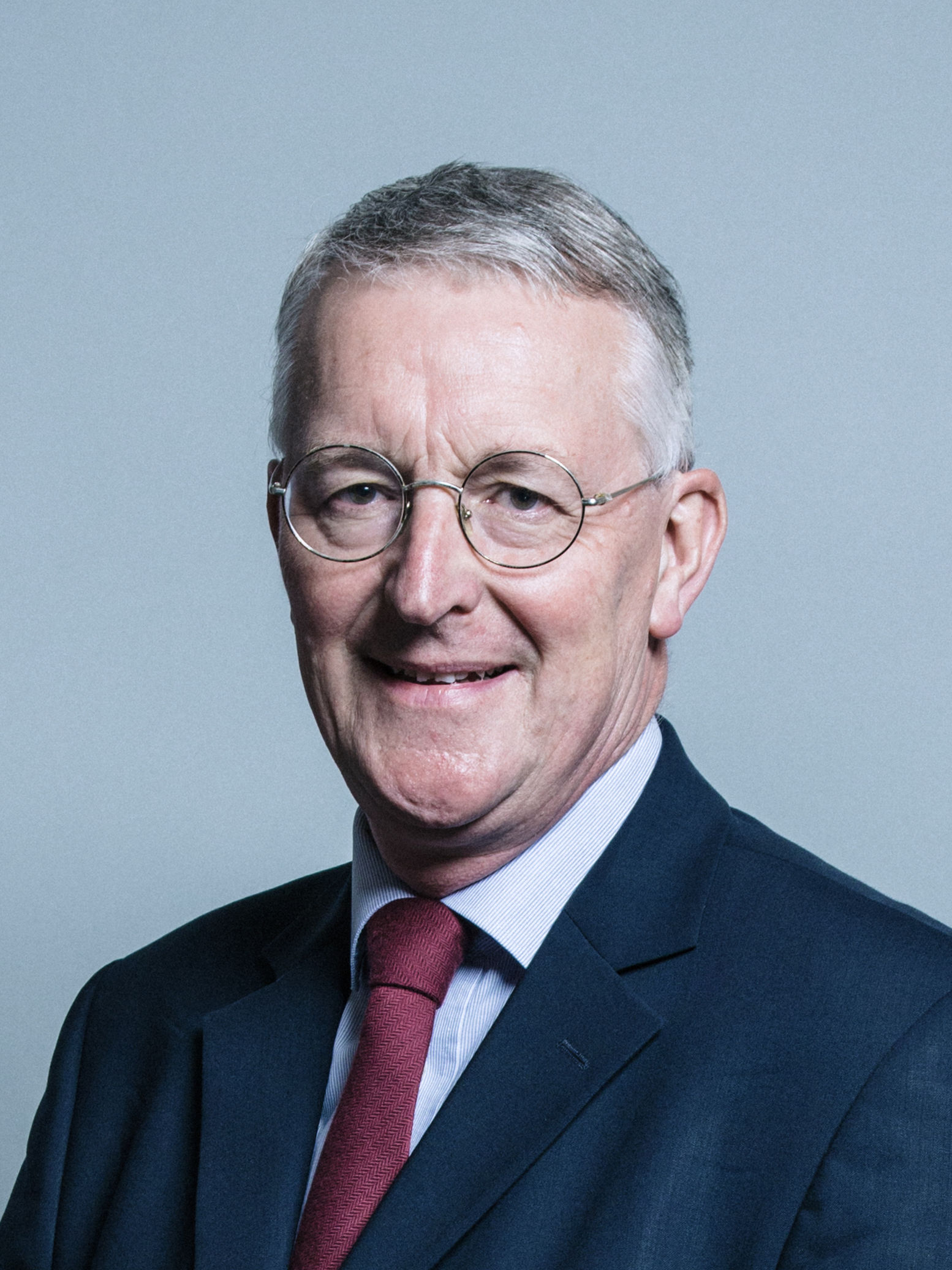
希拉里·班恩

### 著名校友（部分）
- President Thabo Mbeki（姆贝基）南非共和国总统
- President Festus Mogae（费斯图斯·莫哈埃）博茨瓦纳共和国总统
- President Guy Scott（盖伊·斯科特）赞比亚共和国总统
- President Carlos Alvarado（卡洛斯·阿尔瓦拉多）哥斯达黎加共和国总统
- 张欣 地产投资商、SOHO中国的联合创始人及CEO
- Ian McEwan（伊恩·麦克尤恩）英国文坛当前最具影响力的作家之一
- Shamshad Akhtar（沙姆沙德·阿赫塔尔）巴基斯坦国家银行总裁，联合国亚太经社会执行秘书
- Rebeca Grynspan 联合国副秘书长，联合国开发计划署副署长
- Helen Boaden 英国BBC Radio主管
- Keith Skeoch 基金管理公司标淮人寿投资公司CEO
- Billy Idol 音乐家与歌手，1980年代至今英国电子摇滚乐天王级歌星
- Hilary James Wedgwood Benn 英国工党政治家，影子外交大臣
- Professor Sir Peter Knight FRS 先驱物理学家
- Jeremy Deller 艺术家，透纳奖得主
- 吳俊輝 臺灣宇宙學家，現任國立臺灣大學物理系暨天文物理研究所教授、臺灣大學副國際長
- 賴幸媛 前陸委會主委
- 玛丽娜·马哈迪 马来西亚社会运动家和作家
- 潔西·梅·李 英國女演員

### 著名荣誉校友[21]
以下列出部分，更多请参阅：Sussex's past honorary graduates
- Lord Richard Attenborough（《甘地》、《卓别林》电影导演，《侏罗纪公园》电影影星，凭借《甘地传》赢得第55届奥斯卡金像奖最佳影片、最佳导演等八项大奖，曾是该校的校监）
- Sir Noël Coward (英国演员、导演、剧作家、流行音乐作曲家。因影片《与祖国同在》（In Which We Serve）获得1943年奥斯卡荣誉奖)
- Philip Larkin（20世纪后半叶英国著名诗人，小说家、爵士乐评论家）
- Sir Paul McCartney（英国摇滚音乐家、创作歌手、多乐器演奏者以及作曲家，前披头士（1960-70年）及羽翼合唱团（1971-81年）乐队队员）
- Sir Henry Moore（英国雕塑家，以他的大型铸铜雕塑和大理石雕塑而闻名）
- Lord Olivier（英国电影演员、导演和制片人，奥斯卡奖得主，三次获得金球奖和英国电影和电视艺术学院奖，两次获得奥斯卡荣誉奖，五次获得艾美奖）
- Dame Anita Roddic（英国企业家、人权运动家和环保运动家，美体小铺（The Body Shop）创办人）
- Sir David Frost（英国著名时事评论员、电视节目主持人、作家、记者）
- Sir Harold Pinter（英国剧作家及剧场导演，他的著作包括舞台剧、广播、电视及电影作品，早期作品经常被人们归入荒诞派戏剧，他也是2005年诺贝尔文学奖的获得者）
- Terry Waite（人权运动家）
- Sir Harrison Birtwistle（英国作曲家）

### 著名的教职人员
萨塞克斯大学拥有优秀的师资力量，有五位过去和现在学校就职的诺贝尔获得者：Sir Anthony Leggett，Sir Paul Nurse，Archer Martin，Sir John Cornforth和Harry Kroto。其中Harry教授在1996年发现了碳的另一种形态并命名为富勒烯，因此而成为问鼎诺贝尔化学奖的第一个英国人。萨塞克斯大学是一所拥有14名英国皇家学会成员的英国大学，不仅在理科方面师资一流，萨塞克斯大学在文科方面也有12名成就显赫的英国国家学术院的院士。萨塞克斯大学一些院系的教授是英国国家学术院院士或皇家学会的会员，两个科学院系的教授是诺贝尔奖得主。大学教员每年发表约3，000份(本)论文、杂志文章和书籍，他们不仅致力于教学，有些更作为商业顾问协助当地的经济发展。萨塞克斯大学著名的学术人员中有就包括了5位诺贝尔奖获得者，14位皇家协会成员，12名英国国家学术院院士和一位声望显赫的Crafoord奖金获得者。

## 参照资料
1. ↑   (Microsoft Excel spreadsheet). Higher Education Statistics Agency.   [2008-04-12]. （原始内容存档于2015-09-07）.
2. ↑   (PDF). Guardian Unlimited. 2007-05-01  [2007-08-12].[永久]
3. ↑  Carder, Tim. .   [2007-08-12]. （原始内容存档于2019-03-28）.
4. ↑   (PDF). web.archive.org. 2017-12-01  [2019-11-30]. （原始内容 (PDF)存档于2017-12-01）.
5. ↑  . University of Sussex. 2016-06-03  [2025-02-22] （英语）.
6. ↑  . Gulf News. 2018-11-05  [2025-02-22] （英语）.
7. ↑  . Arabiya News. 2018-02-28  [2025-02-22] （英语）.
8. ↑  Hough, Daniel. . 2022-11-22  [2025-02-22] （英语）.
9. ↑  Hough, Daniel. . The Conversation. 2022-11-25  [2025-02-22] （英语）.
10. 1 2  . Shanghai Ranking Consultancy. 2023  [2023-09-11].
11. 1 2  . Quacquarelli Symonds Limited. 2024  [2024-06-27].
12. 1 2  . Times Higher Education. 2024  [2024-06-27].
13. ↑  . The Complete University Guide. 2023-06-07.
14. ↑  . The Guardian. 2023-09-09.
15. ↑  . The Times. 2022-09-17.
16. ↑  . 萨塞克斯大学ISC.   [2019-05-21]. （原始内容存档于2021-04-13）.
17. ↑  . 萨塞克斯大学ISC.   [2019-05-21]. （原始内容存档于2021-01-15）.
18. ↑  . 萨塞克斯大学ISC.   [2019-05-21]. （原始内容存档于2021-01-16）.
19. ↑  . 萨塞克斯大学ISC.   [2019-05-21]. （原始内容存档于2021-01-15）.
20. ↑  . 萨塞克斯大学.   [2009-06-11]. （原始内容存档于2007-03-04）.
21. ↑  dap24. . www.sussex.ac.uk.   [2017-10-20]. （原始内容存档于2018-11-02）.
22. ↑  Tremlett, Rose. . The University of Sussex.   [2018-02-22]. （原始内容存档于2021-02-24）.